# 熊代佑辅
熊代佑辅（日语：／ Kumashiro Yūsuke，1988年6月3日—），日本男子柔道运动员。他曾代表日本参加2014年亚洲运动会柔道比赛，获得男子团体铜牌。他也曾获2013年东亚柔道锦标赛男子100公斤级金牌。